# Ендрю Херд
Ендрю Херд (англ. Andrew Hurd, 12 серпня 1982) — канадський плавець.
Учасник Олімпійських Ігор 2000, 2004, 2008 років.
Призер Чемпіонату світу з водних видів спорту 2005, 2007 років.
Переможець Пантихоокеанського чемпіонату з плавання 2006 року.
Призер Ігор Співдружності 2006 року.